# Darley Dale

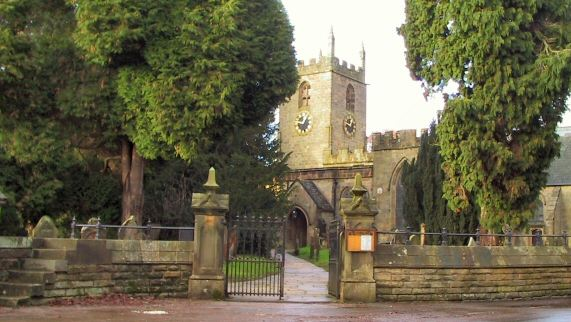
Biserică din Darley Dale

Darley Dale este un oraș în comitatul Derbyshire, regiunea East Midlands, Anglia. Orașul se află în districtul Derbyshire Dales.
1. ↑   https://en-us.topographic-map.com/map-wt2qnx/Darley-Dale/ Lipsește sau este vid: |title= (ajutor)